# Jüdischer Friedhof (Lázně Kynžvart)

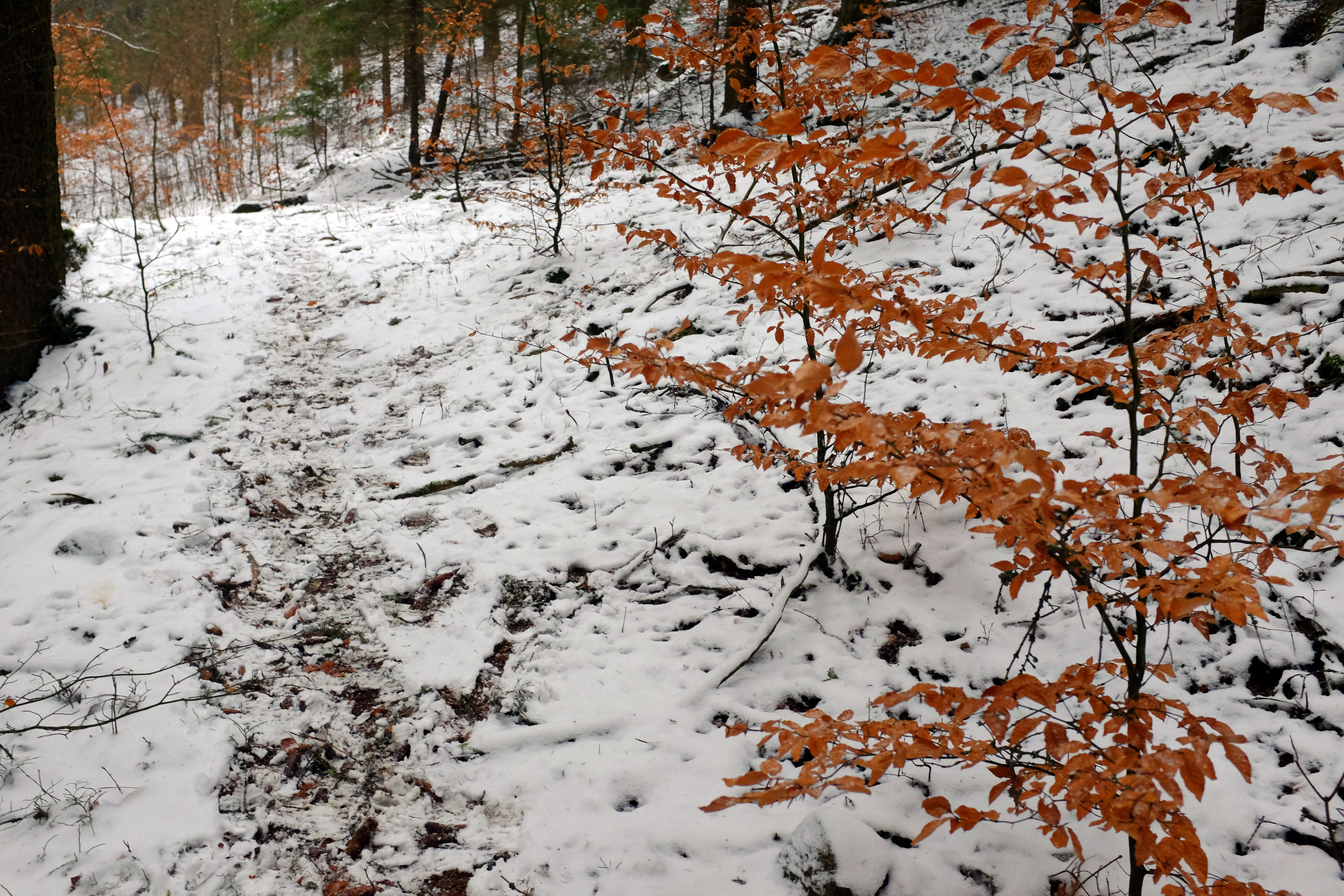
Jüdischer Friedhof in Lázně Kynžvart

Der Jüdische Friedhof in Lázně Kynžvart (deutsch Bad Königswart), einer Stadt im Okres Cheb in Tschechien, wurde 1405 angelegt. Der jüdische Friedhof wurde in den folgenden Jahrhunderten auch von den jüdischen Gemeinden der Umgebung genutzt. 
Der jüdische Friedhof wurde nach 1938 von den Nationalsozialisten fast vollständig zerstört, die Grabsteine wurden zum Wegebau benutzt. 
In der zweiten Hälfte des 20. Jahrhunderts wurden zwei historische Grabsteine vom Jüdischen Friedhof Lázně Kynžvart auf den Jüdischen Friedhof in Marienbad versetzt. 